# Antti Hackzell
Anders (Antti) Verner Hackzell, född 20 september 1881 i S:t Michel, död 14 januari 1946 i Helsingfors, var en finländsk direktör och politiker (Samlingspartiet). Han var Finlands statsminister augusti-september 1944.
Hackzell blev filosofie kandidat 1903, tog hovrättsexamen 1906 och innehade därefter olika befattningar i Sankt Petersburg 1911–1917. 1918–1920 var han landshövding i Viborgs län, vice ordförande i finsk-ryska kommittén för verkställande av Dorpat-freden 1921–1922 och finländsk minister i Moskva 1922–1927. 1930 blev han biträdande direktör i Arbetsgivarnas centralorganisation.
Hackzell var utrikesminister i Toivo Mikael Kivimäkis statsråd 1932–1936. Därefter var han direktör för arbetsgivarförbundet. Han blev statsminister sedan Gustaf Mannerheim hade övertagit presidentposten efter Risto Ryti och han ledde den finska fredsdelegationen i Moskva i september 1944 då han drabbades av ett slaganfall. På grund av detta fann han sig tvungen att avgå som statsminister. Regeringens sammansättning förblev i princip oförändrad under hans efterträdare, partivännen Urho Castrén.
Han blev kommendör med stora korset av Nordstjärneorden 1934.
Han är begravd på Sandudds begravningsplats i Helsingfors.